# Clément de Vannes
Saint Clément est le troisième évêque du diocèse de Vannes. Son successeur est Modeste de Vannes, probablement vers 510.

## Source
- « Liste chronologique des Évêques de Vannes », sur Diocèse de Vannes.